# Erdős
Erdős (1899-ig Lesnicz, szlovákul: Lesnica) község Szlovákiában, az Eperjesi kerület Ólublói járásában.

## Fekvése
Ólublótól 20 km-re északnyugatra, a Dunajec-áttörésbe torkolló kis oldalvölgyben, az Erdész-patak völgyében fekszik, a szlovák-lengyel határ mellett. A Pieninek Nemzeti Park (PIENAP) területén van.

## Története
1297-ben „Leznice” néven említik először. A falut a Görgeyek alapították az Óerdősnek nevezett határrészen. A 15. században a régi falu mellett egy Újerdős nevű település is keletkezett. A középkorban üveghutája volt. A Görgeyek után a Sváby család a földesura, akik 1518-ban a karthauziaknak adták, ezután Vöröskolostor uradalmához tartozott. 1598-ban 18 ház állt a faluban. 1707-től a kamalduli rendé. 1787-ben 83 házában 510-en laktak.
A 18. század végén Vályi András így ír róla: „LESZNICZA. Tót falu Szepes Várm. földes Ura a’ Religyiói Kintstár, az előtt a’ Camaldulenzis Atyáknak birtokok vala, lakosai katolikusok, fekszik Dunavetz folyó vize mellett, határja néhol soványas, vagyonnyai sem nevezetesek.”
1828-ban 93 házában 665 lakos élt. Lakói főként mezőgazdasággal, állattartással, erdei munkákkal és fuvarozással foglalkozó gorálok voltak. A 19. században a falu a Koronafürdői vendégek kedvelt szálláshelye volt.
Fényes Elek 1851-ben kiadott geográfiai szótárában így ír a faluról: „Lesznicz, tót falu, Szepes vármegyében, Galliczia szélén: 661 kath. lak., paroch. templommal. A lechniczi uradalomhoz tartozik.”
A trianoni diktátum előtt Szepes vármegye Szepesófalui járásához tartozott.
1938-39-ben rövid ideig Lengyelországhoz tartozott.

## Népessége
| Év:            | 1994. | 2004.    | 2014.   | 2024.   |
| -------------- | ----- | -------- | ------- | ------- |
| Emberek száma: | 487   | 536      | 503     | 494     |
| Eltérés:       |       | +10,06 % | -6,15 % | -1,78 % |

| Év:            | 2023. | 2024.   |
| -------------- | ----- | ------- |
| Emberek száma: | 495   | 494     |
| Eltérés:       |       | -0,20 % |

1910-ben 436, túlnyomórészt szlovák lakosa volt.
2001-ben 519 lakosából 517 szlovák volt.
2011-ben 522 lakosából 519 szlovák.

## Nevezetességei

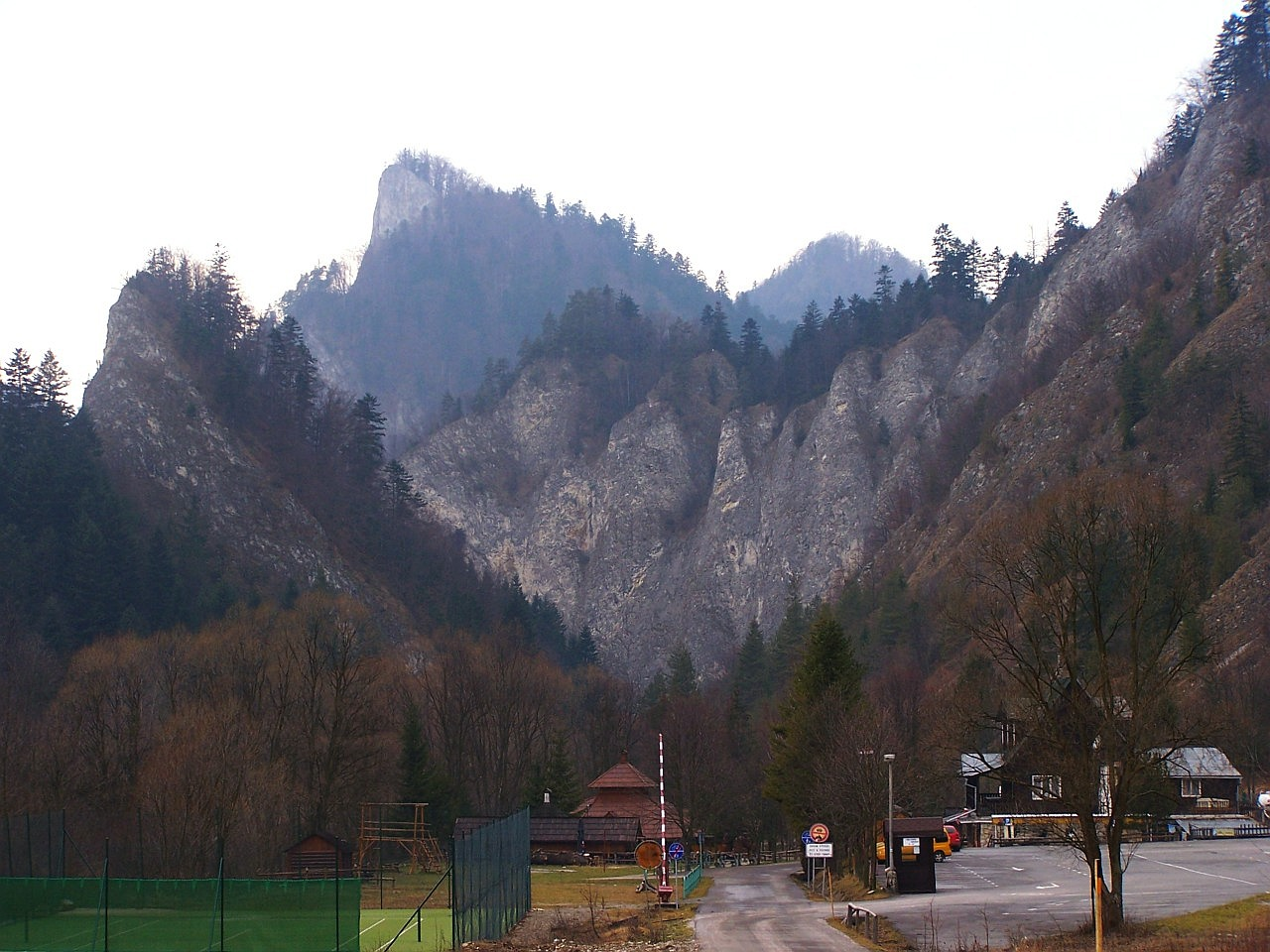
Turistaközpont

- Mihály arkangyalnak szentelt, római katolikus plébániatemploma a 17. század elején épült egy korábbi reneszánsz templom átépítésével. Főoltára a 18. században készült. 16. századi kő keresztelőmedencéje van.
- Lakói ma is a jellegzetes gorál népviseletet hordják.
- A falu a környező hegyekbe vezető turistautak kedvelt kiindulópontja.